# Tars

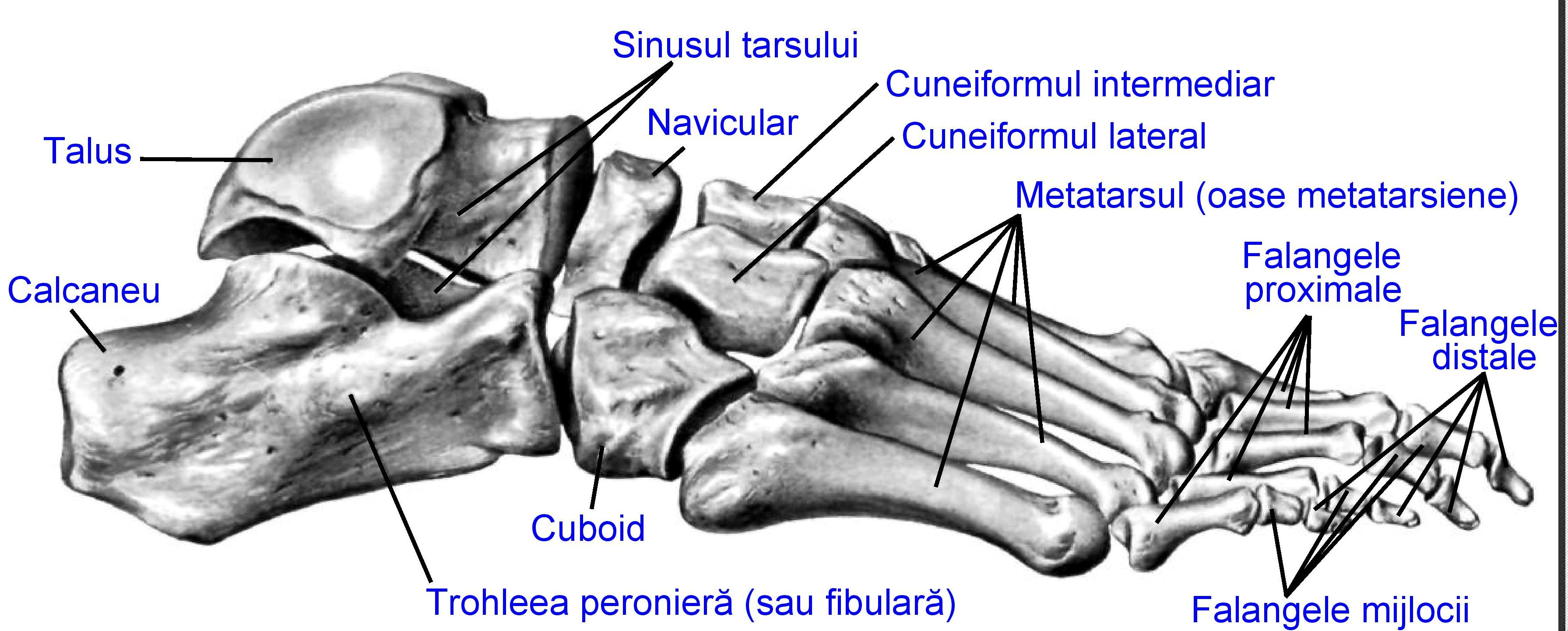
Oasele piciorului văzute lateral (după Sobotta's Atlas and Text-book of Human Anatomy 1909).

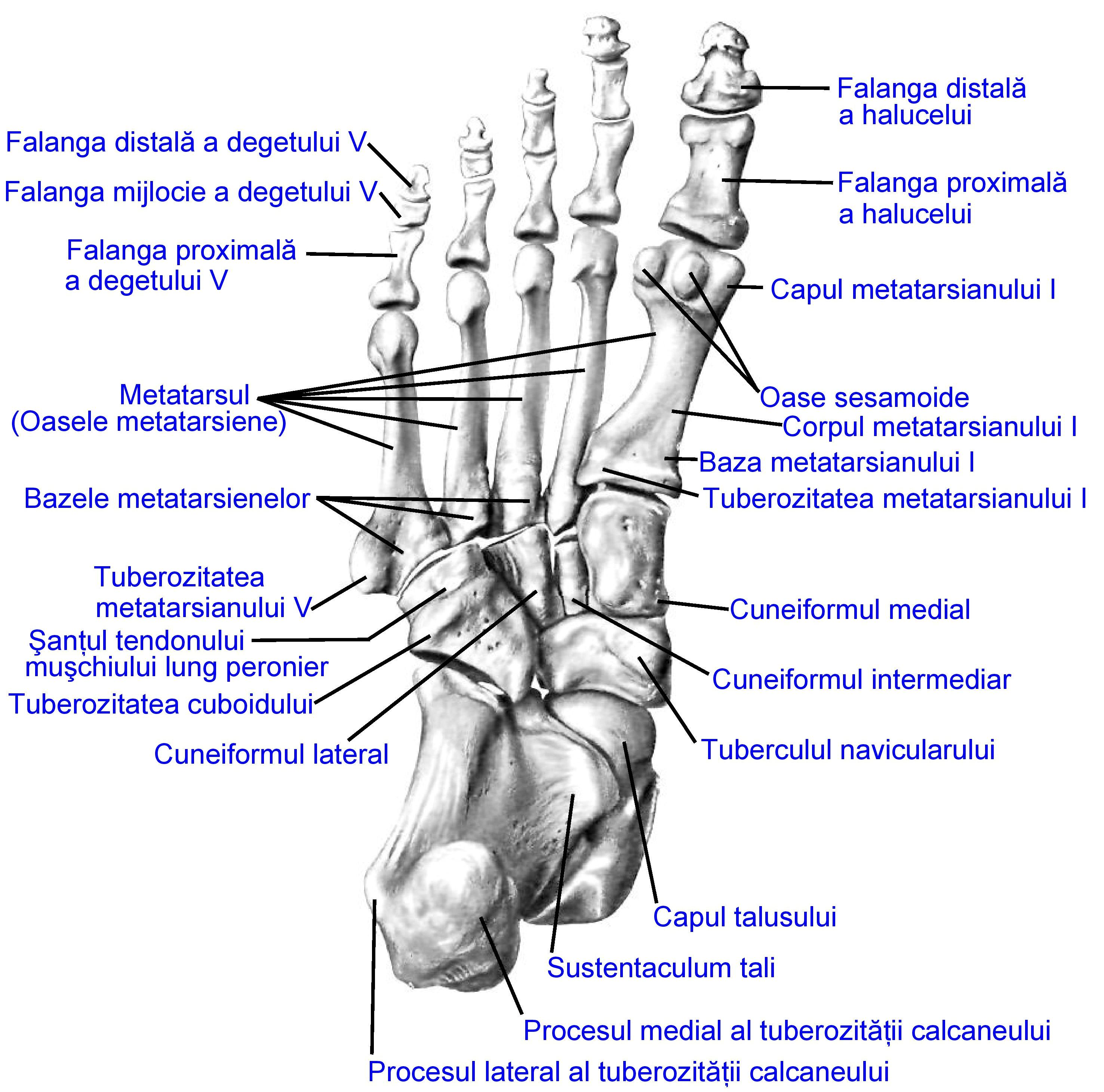
Scheletul piciorului. Fața plantară (după Sobotta's Atlas and Text-book of Human Anatomy 1909).

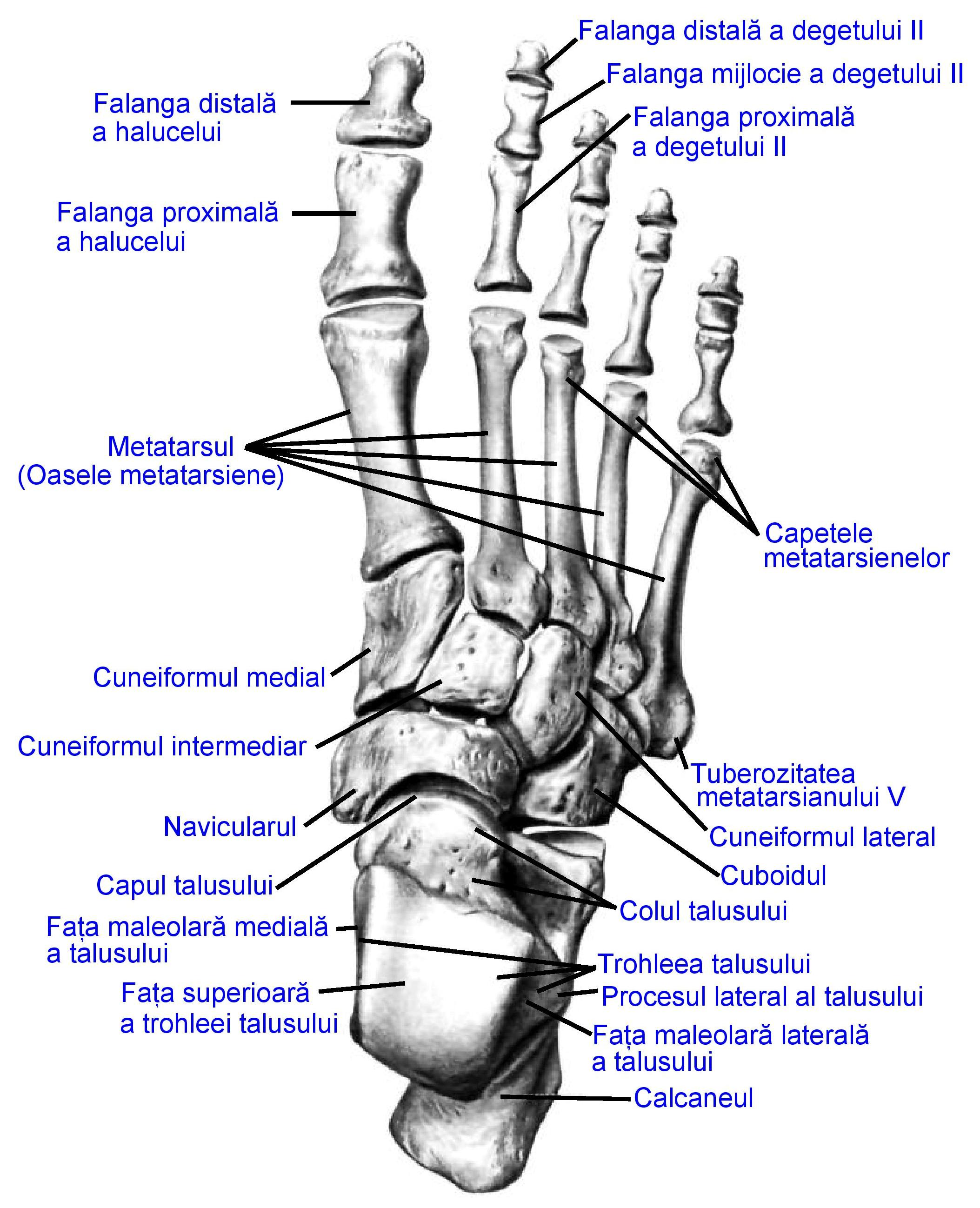
Scheletul piciorului. Fața dorsală (după Sobotta's Atlas and Text-book of Human Anatomy 1909).

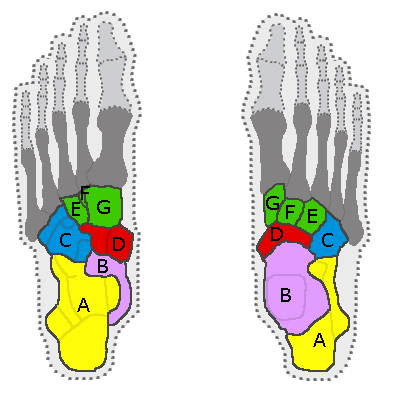
Oasele piciorului drept văzute de jos (în stânga) și văzute de sus (în dreapta)
7 oase care formează tarsul. A - Calcaneu. B - Talus. C - Cuboid. D - Navicular. E, F, G - Trei cuneiforme

Tarsul este un masiv osos care ocupă jumătatea posterioară a piciorului și este alcătuit din șapte oase dispuse în două rânduri: în rândul posterior se află două oase suprapuse: talusul (astragalul) deasupra și calcaneul dedesubt; rândul anterior este format din cinci oase: navicularul, cuboidul și trei cuneiforme.   

Oasele care formează tarsul.
Calcaneu
Talus
Cuboid
Navicular
Oasele cuneiforme (Osul cuneiform medial, Osul cuneiform intermediar, Osul cuneiform lateral

     Calcaneu
     Talus
     Cuboid
     Navicular
     Oasele cuneiforme (Osul cuneiform medial, Osul cuneiform intermediar, Osul cuneiform lateral